# ミニスカート (アイドルユニット)
ミニスカート（Mini Skirt）は、タカラトミーとのコラボレーションによるAKB48研究生発のアイドルユニット、竹内美宥、森杏奈、島田晴香の3人組ユニットである。

## 概要
秋元康協力によるタカラトミー発売のゲーム機『プリティーリズム・ミニスカート』のプロモーションも兼ねたコラボユニット。また、結成当時において研究生としての立場かつAKS所属者だけでの派生ユニットは異例である。
2010年7月10日に国立代々木競技場第一体育館で行われたAKB48コンサート「サプライズはありません」で初披露、同年7月18日の東京ビッグサイトの『東京おもちゃショー2010』で初の単独イベント出演。
2010年7月27日からのチームA 6th Stage「目撃者」公演で前座ガールズとしてオリジナルメンバーでも出演。2010年11月14日には『冬のプリティーリズムパーティー2010 in トレッサ横浜』でミニライブが開催されている。
2010年10月には『プリティーリズム・ミニスカート』シーズン2・秋コレクションで、ゲーム内でCG化され2011年9月稼働開始のシーズン6まで出演していた。2010年から2011年にかけて放送された同ゲームのテレビCMにも起用され、2011年1月にはキャンペーン限定で写真入りスペシャルストーンが登場した。
2010年12月5日の日本玩具協会主催のクリスマスイベントでは「一日サンタクロース」に任命されている。
メンバーが研究生からチーム4に昇格したため、実質的に消滅（解散）となった。

## メンバー
結成当時は全員AKB48研究生。
- 竹内美宥（たけうち みゆ、1996年1月12日 - ）
- 森杏奈（もり あんな、1994年3月21日 - ）
- 島田晴香（しまだ はるか、1992年12月16日 - ）

## オリジナル曲

### ミニスカートの妖精
ミニスカートの妖精は、ミニスカートのオリジナル曲。2010年10月から稼働した、アーケードゲーム「プリティーリズム・ミニスカート」のシーズン2から、ゲーム内にミニスカートのCGキャラクターともに使われた。
ミニスカートがお披露目された2010年7月10日のAKB48のコンサート「サプライズはありません」初日公演で初めて披露された。
2010年7月18日の「東京おもちゃショー2010」や、2010年7月27日から上演された『チームA 6th Stage「目撃者」』などでも披露された。

#### リリース
2013年1月1日に発売された「目撃者」公演の楽曲をスタジオレコーディングしたCDの再発盤にオリジナルメンバーによる歌唱のものが初収録となった。音楽配信サービスでも配信されている。
なお、「目撃者」公演の再発盤CDの発売に先立つ、2012年8月15日にリリースされたAKB48のオリジナルアルバム『1830m』には伊豆田莉奈、サイード横田絵玲奈、平田梨奈によるカバー版が収録されている。

#### スタッフ
編曲・ギター
原田ナオ